# VMA-311
Le Marine Attack Squadron 311 (VMA-311) est un escadron d'attaque du Corps des Marines des États-Unis composé de jets AV-8B Harrier (V/STOL). Connu sous le nom de « Tomcats », l'escadron est basé à la base aérienne du corps des Marines de Yuma, en Arizona, et est sous le commandement du Marine Aircraft Group 11 (MAG-11) et de la 3rd Marine Aircraft Wing (3rd MAW),,.